# Ansamblul bisericii evanghelice din Pianu de Jos
Ansamblul bisericii evanghelice din Pianu de Jos este un ansamblu de monumente istorice aflat pe teritoriul satului Pianu de Jos; comuna Pianu.
Ansamblul este format din următoarele monumente:
- Biserica evanghelică (cod LMI AB-II-m-A-00261.01), inițial biserică romano-catolică cu hramul Sfântul Iacob,[2]
- Zid de incintă (ruine) (cod LMI AB-II-m-A-00261.02)

## Imagini din exterior

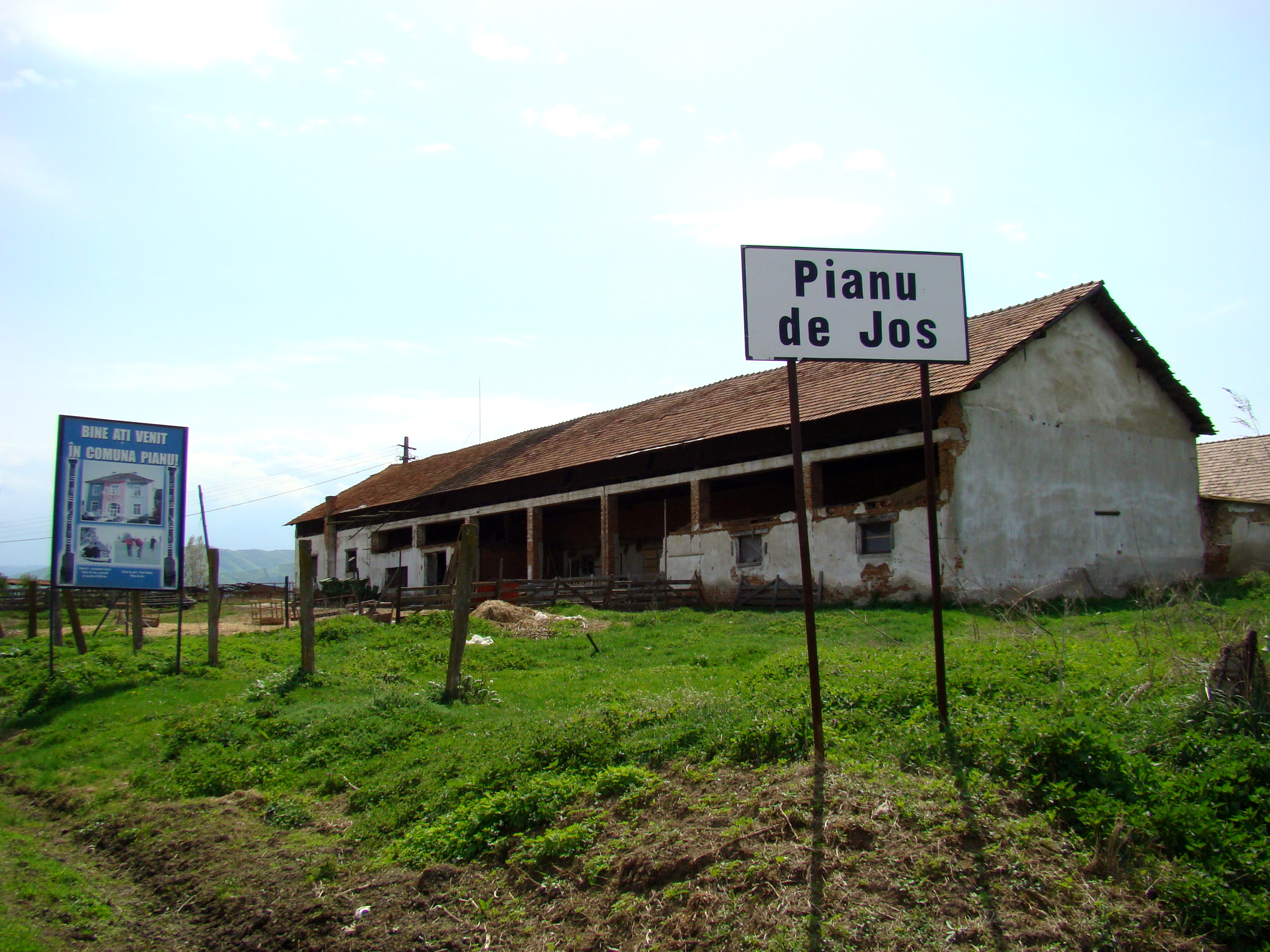
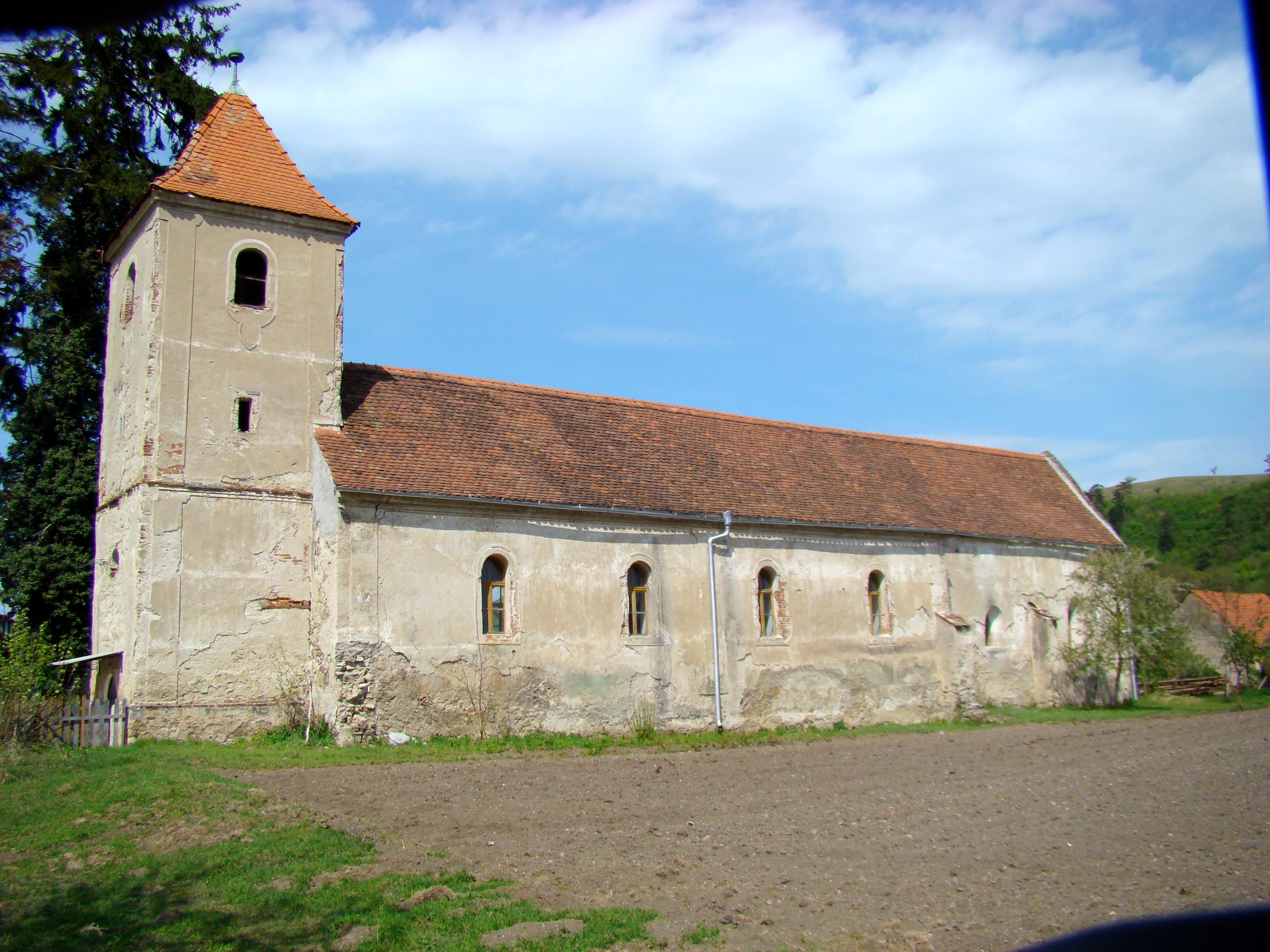
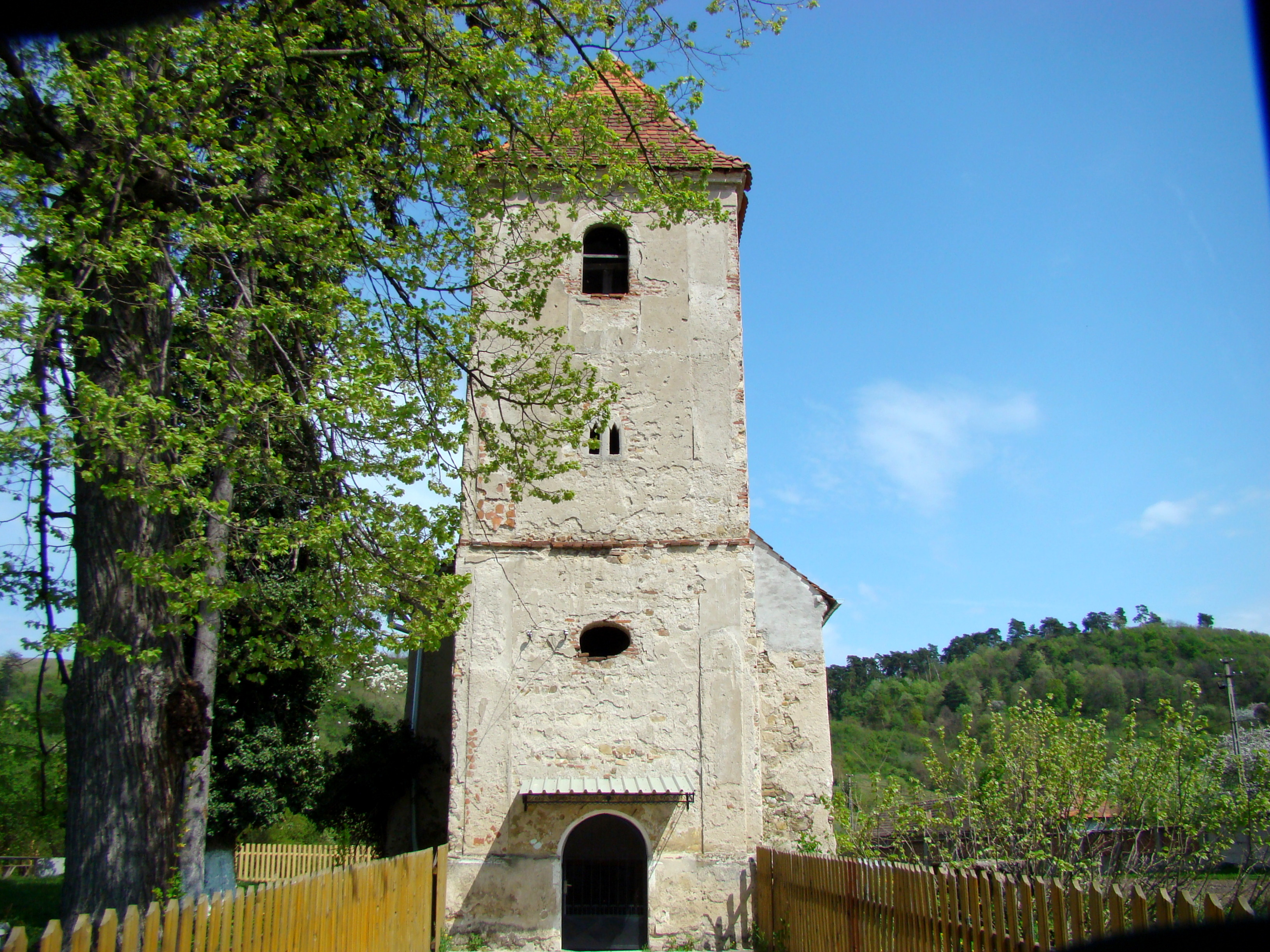
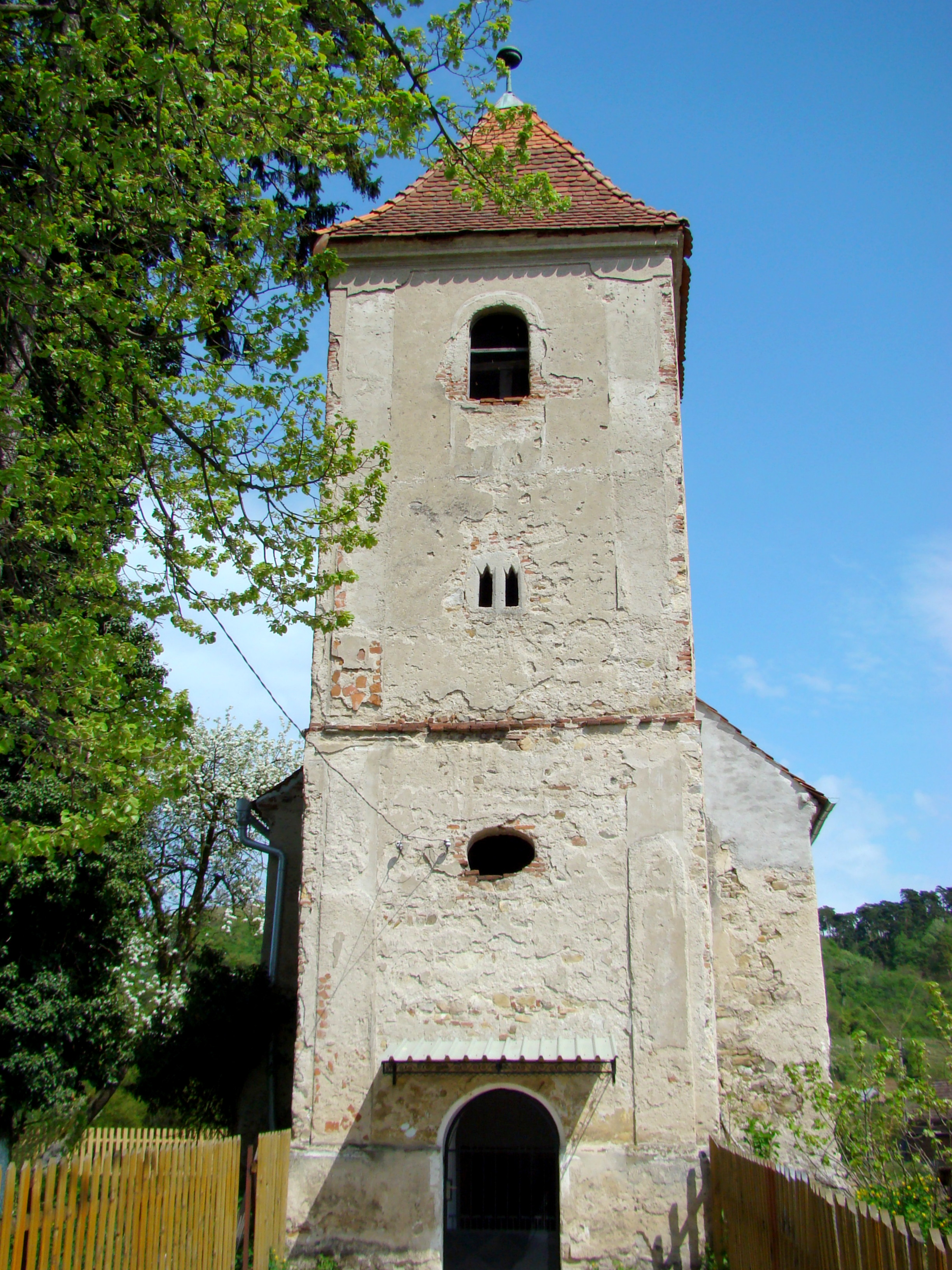
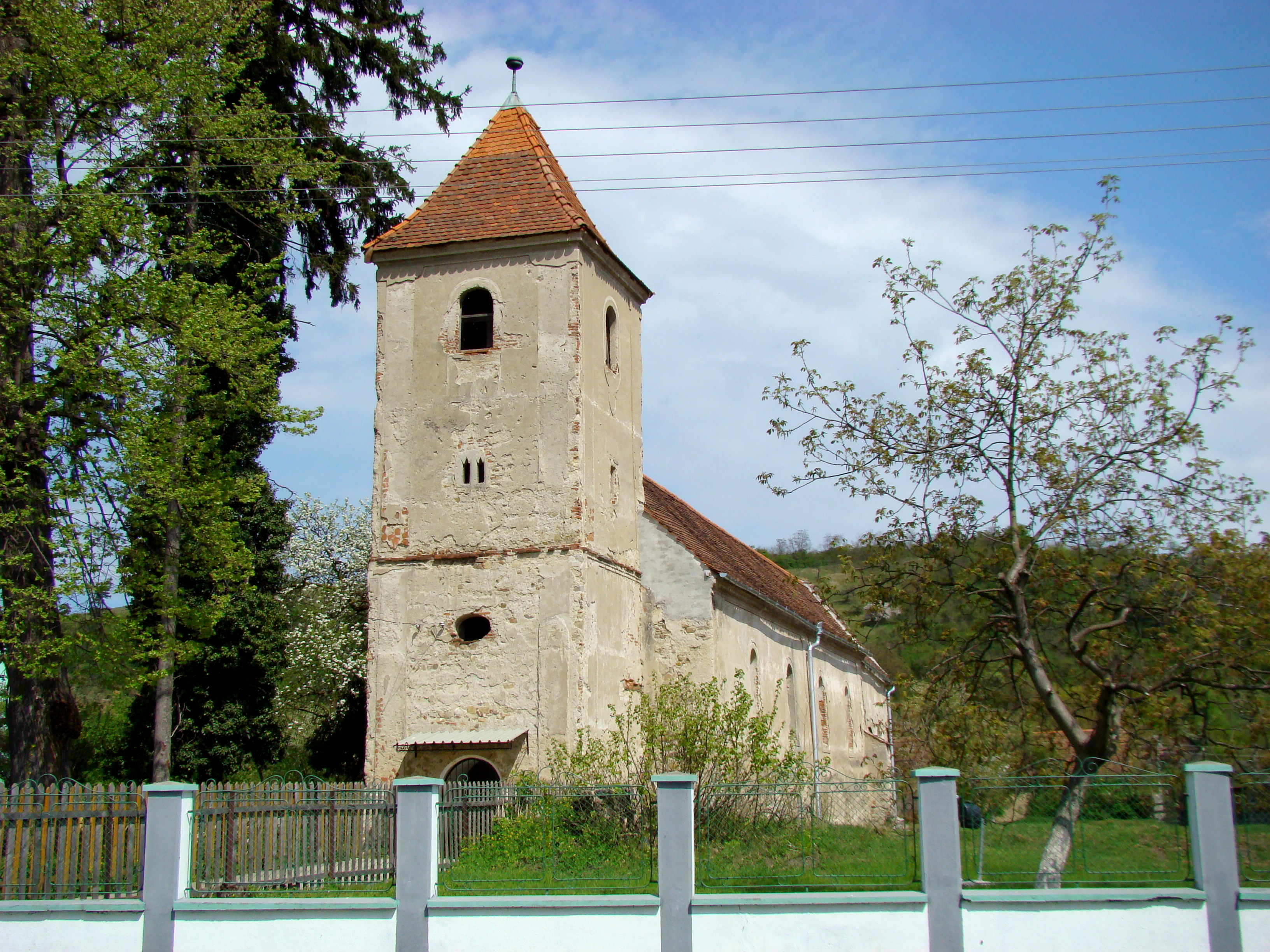